# Lignopholas clappi
Lignopholas clappi is een tweekleppigensoort uit de familie van de Pholadidae. De wetenschappelijke naam van de soort is voor het eerst geldig gepubliceerd in 1955 door Turner.